# Deuda nacional del Reino Unido

Los últimos 20 años de la deuda nacional

La Deuda Nacional del Reino Unido es la cantidad total de dinero prestada en cualquier momento por el Gobierno de Reino Unido a través de la emisión de títulos del Tesoro Británico y otras agencias de gobierno.
A partir del primer trimestre del 2013, la deuda pública ascendió a £1,377 billones, o 88.1% del PIB total, al mismo tiempo el costo anual del servicio de la deuda pública ascendió a £43 mil millones, o aproximadamente 3% del PIB. Esto es aproximadamente del mismo tamaño que el del presupuesto de defensa británico. Estaba pronosticado que aumentara hasta el 96% del PIB en 2013, más el aumento del 99% del PIB en 2014. A finales de diciembre de 2013, la deuda neta del sector público (ver deuda pública) en el Reino Unido fue de £1,254.3 billones o 75.7% del PIB.
Debido al importante déficit presupuestario del gobierno, la deuda nacional está aumentando aproximadamente £107 mil millones por año, o alrededor de £2 mil millones cada semana. Esto debido a las medidas de austeridad que actualmente se imponen, sin embargo, se espera que el déficit presupuestario sea eliminado en el ejercicio fiscal de 2018/19.
El 23 de febrero de 2013 Moody's bajó la calificación crediticia del Reino Unido de AAA a Aa1.

## Definición
“Deuda Nacional” se refiere a una medida específica la cual, sin duda, está desactualizada en el Reino Unido.[cita requerida]  La razón por la cual el término de “deuda nacional” es menos usada es porque la definición es bastante estrecha. En primer lugar, la deuda nacional se enfoca en el gobierno central, e ignora los pasivos disponibles en otras partes del sector público. En segundo lugar, la definición incluye pasivos de otras partes del gobierno, que se consolida (o se vuelve neutral) cuando se adopta una visión más amplia del sector público de la deuda. Sin embargo, el término sigue siendo utilizado para referirse a medidas como la de la deuda neta y la deuda bruta del sector público.[cita requerida]
El sector público incluye el gobierno central y local, así como empresas públicas del Reino Unido. 
La deuda del Reino Unido (el término de deuda británica no es de uso común) es la cantidad total de dinero prestada en cualquier momento por el Gobierno del Reino Unido, a través de la emisión de títulos del Tesoro Británico y otras agencias de gobierno. La deuda puede ser comparada con la cantidad total, pendiente de pago, en una cuenta de una tarjeta de crédito. La emisión de títulos por parte del gobierno obtiene recursos financieros, y significa que tanto los intereses como el valor del título serán pagados al tenedor de ese título.[cita requerida]
Existen dos formas de medir la deuda del sector público, ya sea en términos brutos o netos. La definición “bruto” significa que es el total de los pasivos en poder del gobierno. La definición “neta” significa que se incluyen la mayoría de los pasivos financieros en poder del gobierno pero los activos financieros líquidos (por ejemplo, depósitos bancarios) se deducen a este total.[cita requerida]
Mientras que la deuda nacional puede ser vista en proporción al PIB para seguir cambios en el tiempo, esta práctica puede ocultar un aumento insostenible en el PIB, como la causada por el aumento en la deuda del consumidor. Por lo tanto es importante usar la medida con precaución, ya que no se puede justificar necesariamente la prudencia del gobierno en particular o la falta de ella.

## Deuda vs déficit

Gráfica de pastel del gasto del gobierno central del Reino Unido, 2009-10. El interés de la deuda de £30 mil millones se muestra en color morado.

La deuda nacional del Reino Unido suele confundirse (incluso por los políticos) con el déficit presupuestario del gobierno (oficialmente conocida como Requirimiento en Efectivo Neto del Sector Público (PSNCR por sus siglas en inglés)), la cual es la tasa a la cual el gobierno pide dinero prestado. El primer ministro, David Cameron, fue reprendido en febrero de 2013 por la Autoridad de Estadística del Reino Unido por crear confusión entre los dos, diciendo en un programa político que su administración estaba "pagando las deudas de Gran Bretaña". De hecho, su administración ha estado tratando de reducir el déficit, no el de la deuda total. Esta última seguirá aumentando incluso si el déficit se reduce.

### Presupuesto del Reino Unido
Los aumentos o disminuciones de la deuda pública son el resultado del déficit o superávit presupuestario anual. El déficit o superávit presupuestario del gobierno británico es la diferencia en efectivo entre los ingresos y gastos del gobierno, ignorando las transferencias intra-gubernamentales. La deuda del gobierno británico está aumentando debido a la brecha que existe entre ingresos y gastos. Los ingresos totales del gobierno en el año fiscal 2011/12 se prevé que fueron de £589 mil millones, mientras que el gasto total se estimó en £710 mil millones. Mientras que el déficit total fue de £121 mil millones. Esto representó una tasa de endeudamiento de poco más de £2 mil millones por semana.

### Gilts
El gobierno británico financia su deuda mediante la emisión de Gilts, o títulos del gobierno. Estos títulos son la forma más simple de los bonos del gobierno y representan la mayor parte de la deuda del gobierno británico.  Un gilt convencional es un bono emitido por el gobierno británico, el cual paga al tenedor una cantidad fija en efectivo (o cupón) cada seis meses hasta su vencimiento, momento en el que el titular recibe el pago final del cupón y la devolución del principal.

## Costo del servicio de la deuda

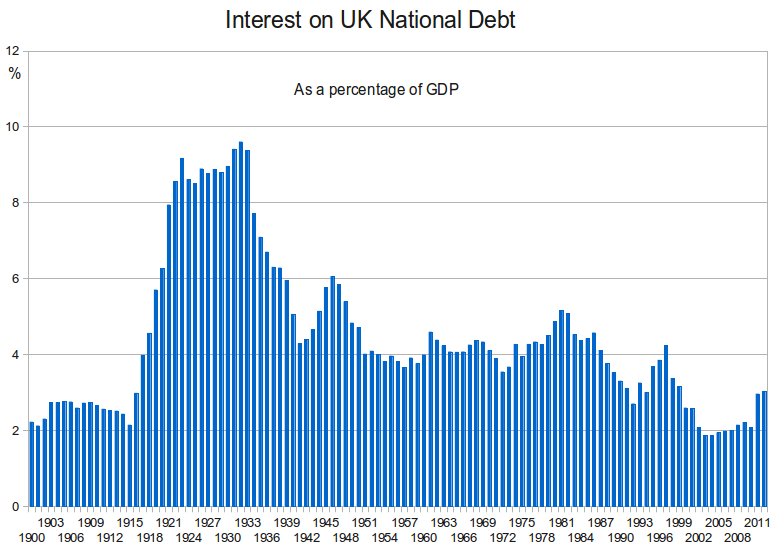
Los pagos de intereses sobre la deuda nacional del Reino Unido como porcentaje del PIB desde 1900

La diferencia entre la deuda nacional y el PSNCR es el interés que el gobierno debe pagar por el servicio de la deuda nacional existente. En 2012, el costo anual del servicio de la deuda pública ascendió a unos £43 mil millones, aproximadamente 3% del PIB. Esto es aproximadamente del mismo tamaño del presupuesto de la defensa británica.
En 2012 la población británica contaba con cerca de 64 millones, por lo que la deuda ascendía a un poco más de £15,000 por cada individuo británico, o alrededor de £33,000 por persona en el empleo. Cada familia en Gran Bretaña paga en promedio alrededor de £2,000 por año en impuestos para financiar los intereses.
Sin embargo, según los estándares internacionales, Gran Bretaña goza de muy bajos costos de endeudamiento, debido en gran parte a que el gobierno británico nunca ha dejado de pagar a sus acreedores.

## Calificación crediticia

Calificaciones crediticias de Standard & Poor's los países europeos (Junio 2011). Las calificaciones nacionales de crédito influyen en el costo de servicio de la deuda nacional.
AAA
AA
A
BBB
BB
B
CCC
sin valoraciones

Al igual que otra deuda soberana, la deuda nacional británica esta evaluada por varias agencias calificadoras. El 23 de febrero de 2013, se informó que Moody's había bajado la calificación de la deuda del Reino Unido de AAA a Aa1, la primera vez desde 1978 que el país no contaba con una calificación crediticia AAA.
Esto fue descrito como un "golpe humillante" por el Canciller Ed Balls. El Canciller George Osborne dijo que era "un claro recordatorio de los problemas de deuda que enfrenta nuestro país", y agregó que "vamos a seguir entregando el plan que ha reducido el déficit en un cuarto". Tanto Francia como los Estados Unidos de América también perdieron su estatus AAA en 2012.

## Remedios para el endeudamiento
Todos los principales partidos políticos en Gran Bretaña están de acuerdo en que la deuda nacional es muy alta, pero hay desacuerdo en cuanto a la solución. A partir de 2012, se pronosticó que la deuda nacional podía alcanzar el 100% del producto interno bruto (PIB), muy por encima de la regla de inversión sostenible del gobierno, una deuda nacional no es mayor al 40% del PIB.
En el parlamento sigue habiendo desacuerdo entre los partidos políticos con respecto a la deuda nacional, los políticos del Partido Conservador suelen abogar por un mayor papel en los recortes en el gasto público. Por el contrario, los del Partido Laborista tienden a abogar por menos recortes y más énfasis en un mayor gasto del gobierno con el fin de estimular la expansión económica.

## Historia

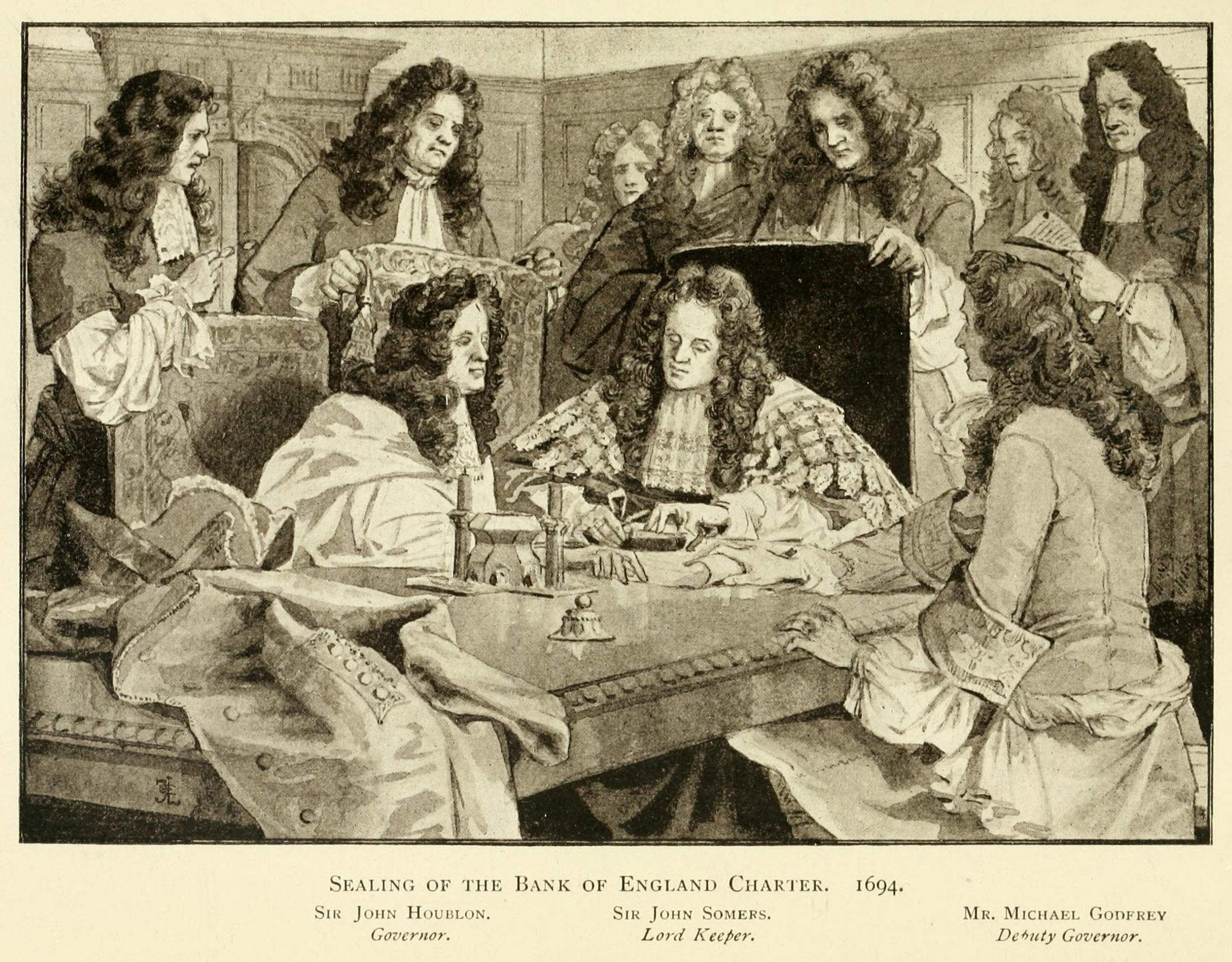
El sellado de la carta del Banco de Inglaterra (1694)

Los orígenes de la deuda nacional británica se pueden encontrar durante el reinado de William III, quien contrató un sindicato de comerciantes para ofrecer en venta una emisión de la deuda pública. Este sindicato pronto se convirtió en el Banco de Inglaterra, con el tiempo financió las guerras del duque de Marlborough y más tarde las conquistas imperiales. La deuda nacional aumentó dramáticamente durante y después de las guerras napoleónicas, llegando alrededor del 200 % del PIB. En el transcurso del siglo XIX la deuda nacional se redujo gradualmente, solo para ver de nuevo los grandes aumentos durante la Primera Guerra Mundial y Segunda Guerra Mundial. Después de la guerra, una vez más, la deuda nacional disminuyó gradualmente en proporción al PIB.

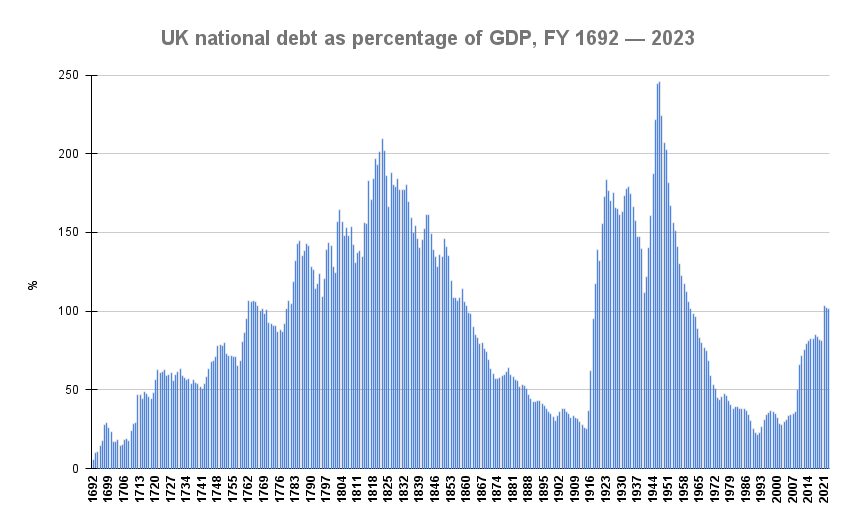
Historia de la deuda pública del Reino Unido en proporción al PIB

### Era Moderna
En 1976, el gobierno británico, dirigido por James Callaghan, se enfrentó a una crisis esterlina durante la cual el valor de la libra se desplomó y el gobierno tuvo dificultades para recaudar fondos suficientes para mantener sus compromisos de gasto. El primer ministro se vio obligado a solicitar al Fondo Monetario Internacional un paquete de rescate de £2.3 mil millones; el más grande jamás pedido a los recursos del FMI hasta ese momento. En noviembre de 1976 el FMI anunció sus condiciones para el préstamo, incluyendo grandes recortes en el gasto público, que en efecto toman control de la política interna del Reino Unido. La crisis ha sido vista como una humillación nacional, con Callaghan siendo obligado a "mendigar" al FMI.

### Historia reciente
A finales de 1990 y principios de 2000 la deuda nacional se redujo en términos relativos, cayendo a 29% del PIB en 2002. En 1997 el Gobierno Laborista de Tony Blair había heredado una PSNCR de aproximadamente £5 mil millones por año, pero por apegarse a los planes de gasto parsimoniosos del Gobierno Conservador, esto gradualmente se convirtió en un excesivo presupuesto modesto. Durante la Revisión de Gastos de 2000, el Gobierno Laborista comenzó a aplicar una política fiscal más expansiva, y para 2002 el endeudamiento anual había alcanzado los £20 mil millones.
El PSNCR continuo aumentando, a pesar de un crecimiento sostenido, el aumento llegó hasta el 37% del PIB en 2007. Esto fue debido a los préstamos gubernamentales extra, en gran parte causado por el aumento de los gastos en salud, educación y seguridad social. Desde 2008, cuando la economía británica se desaceleró bruscamente y cayó en recesión, la deuda nacional ha aumentado dramáticamente, causada principalmente por el aumento del gasto en prestaciones sociales, rescates bancarios, y una caída significante de los ingresos procedentes de los impuestos de timbre e impuesto sobre la renta.
En el periodo de 20 años de 1986/87 a 2006/07 el gasto público en el Reino Unido tuvo un promedio alrededor de 40% del PIB. Como resultado de la crisis financiera de 2007–2010 y la recesión global de la década del año 2000, el gasto público aumentó a un nivel históricamente elevado de 48% del PIB 2009–10, en parte como resultado de los costos de una serie de rescates bancarios. En julio de 2007, Gran Bretaña tenía una deuda pública de 35.5% del PIB. Esta cifra se elevó a 56.8% del PIB en julio de 2009. En junio de 2010 había aproximadamente 6,051,000 empleados del sector público en Gran Bretaña (en comparación con aproximadamente 23,107,000 empleados del sector privado).

## La deuda nacional al día de hoy

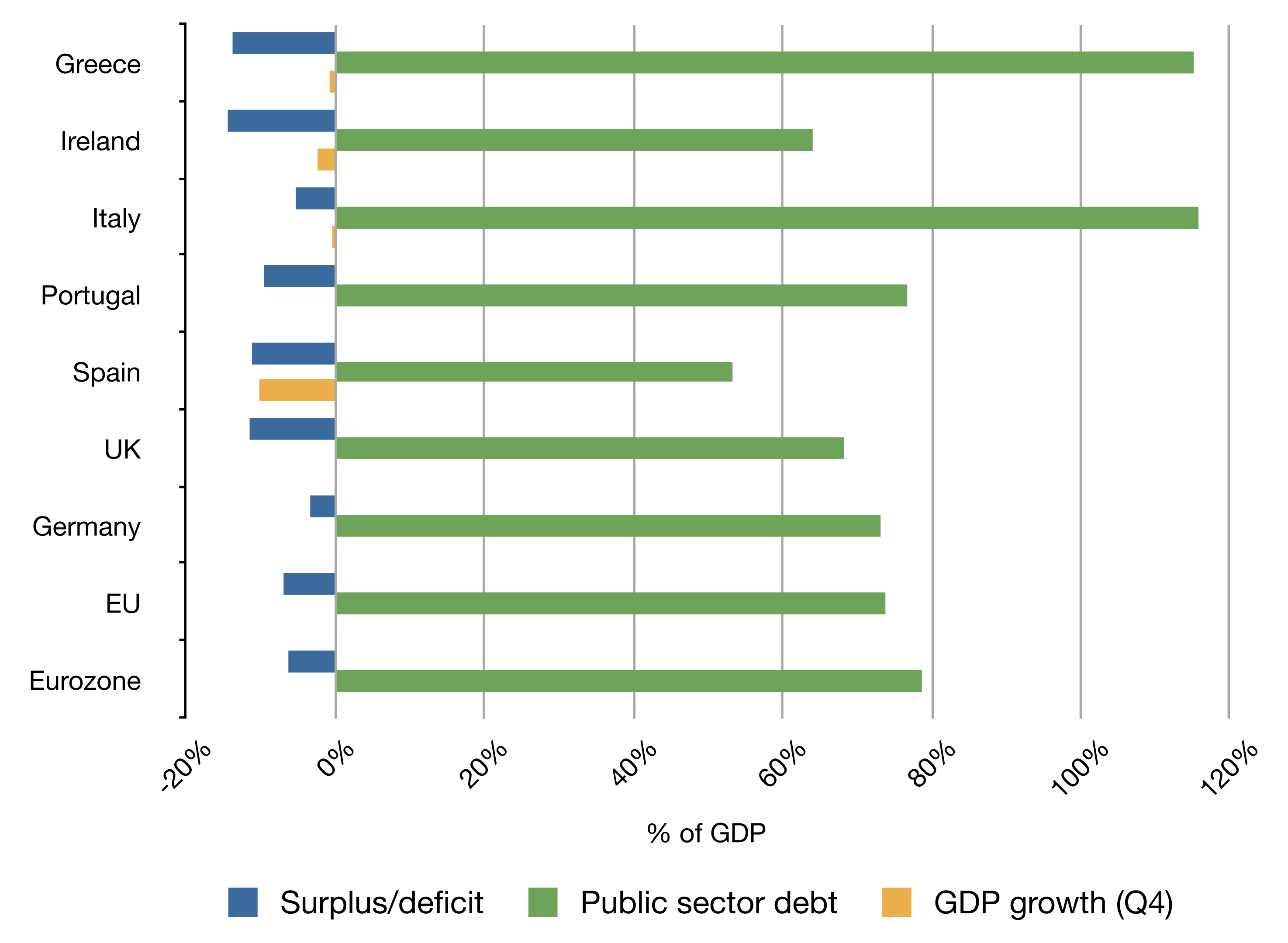
Balance del Reino Unido en comparación con la eurozona en 2009

Las cifras oficiales indican que para julio de 2011 la deuda nacional británica ascendió a £940 mil millones, o 68% del total del PIB. El monto anual que el gobierno tiene que pedir prestado para tapar el hueco en sus finanzas solía ser conocido como Necesidad de Financiación del Sector Público, pero ahora es llamado el Requerimiento en Efectivo Neto del Sector Público (PSNCR por sus siglas en inglés).
A partir del primer trimestre de 2012 la deuda nacional ascendió a £1,278 billones, o 86.8% del total del PIB. La cifra total de PSNCR para 2010/11 fue de £143 mil millones, o 11.7% del PIB. El PIB británico total en 2010/11 fue estimado por el FMI en $2.25 billones, o alrededor de £1.4 billones.
Según los estándares históricos en tiempos de paz, la deuda nacional es grande y está creciendo rápidamente, pero en la actualidad esta a la nada de acercarse a su punto máximo después de la Segunda Guerra Mundial, cuando alcanzó más del 180% del PIB.
Nick Silver, del Instituto de Asuntos Económicos, estimó los actuales pasivos británicos, incluidas las pensiones estatales y públicas, así como otros compromisos por parte del gobierno, está cerca de £5 billones, en comparación con la estimación del gobierno de £845 mil millones (a partir del 17/11/2010) Estos pasivos pueden ser comparados con el total de activos netos (datos de 2010) de £7.3 billones, lo que equivale aproximadamente a un valor neto de £120,000 por habitante del país.
La deuda del gobierno británico es propiedad de una amplia variedad de inversionistas, sobre todo de los fondos de pensiones. Estos fondos están depositados, sobre todo en forma de bonos del Tesoro del Banco de Inglaterra. Por lo tanto, los fondos de pensiones, tienen un activo que debe ser compensado con un pasivo, o una deuda del gobierno. A partir de 2011 se debía alrededor del 35% de la deuda nacional a los gobiernos e inversionistas extranjeros.

## Comparaciones internacionales

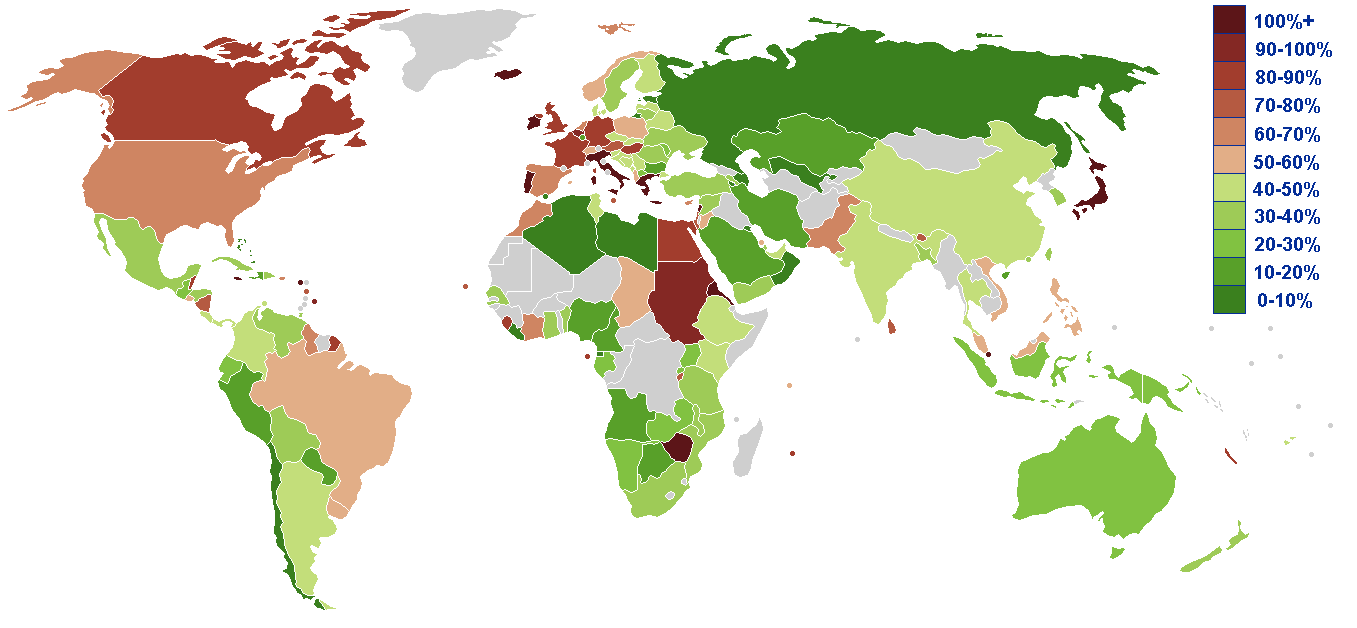
Deuda pública global como porcentaje del PIB (2009/2010)

En 2011 el volumen de la deuda de Gran Bretaña fue el puesto no. 18 a nivel internacional de acuerdo con la CIA World Factbook. Muchos otros países tienen cargas de deuda más grandes. Por ejemplo, Japón tiene una deuda nacional de alrededor del 194% del PIB, mientras que la de Italia es más del 100%. La deuda nacional de los Estados Unidos alcanzó 100% del PIB en noviembre de 2011.